# 중화인민공화국의 텔레비전 드라마
중국의 텔레비전 드라마(약칭 중드)는 중화인민공화국의 제작된 텔레비전 드라마로, 그 대부분은 인기 연예인을 주인공으로 기용하고 있다. 아시아 전역에서 정기적으로 방송하여, 수출인 베트남, 말레이시아, 싱가포르, 태국, 인도 등이 방영하고 있다. 로맨스, 코미디, 공포, 가족, 스포츠 드라마 또는 사극(무협) 형태 장르로 만들어졌으며, 중화권에서 중국 분토나 타이완, 홍콩, 싱가포르 등의 같은 제작 장소를 기준으로 분류되는 경우가 많다.

## 같이 보기
- 중화인민공화국의 텔레비전 드라마 목록
- 대만의 텔레비전 드라마